# Viliami Ma'afu
Pour les articles homonymes, voir Ma'afu.

a Compétitions nationales et continentales officielles uniquement.

b Matchs officiels uniquement.
Dernière mise à jour le 6 février 2019.
Viliami Ma'afu, né le 9 mars 1982 à Longolongo, est un joueur tongien de rugby à XV. Il a joué en équipe de Tonga, et a évolué au poste de troisième ligne centre au sein de l'effectif de l'US Oyonnax entre 2013 et 2018. Il mesure 1,88 m pour 108 kg.

## Biographie
Il connaît sa première cape internationale le 8 juin 2011 à l’occasion d’un match contre l'équipe des États-Unis. Il dispute trois matchs de la coupe du monde 2011 en Nouvelle-Zélande, inscrivant un essai contre le Japon.

## Palmarès
- Champion de France de Pro D2 2017

## Statistiques en équipe nationale
- 28 sélections avec les Tonga entre 2011 et 2015
- 15 points (3 essais)
- sélections par année : 9 en 2011 4 2012, 3 en 2013, 5 en 2014, 7 en 2015
- En coupe du monde[4] :
  - 2011 : 4 sélections (Nouvelle-Zélande, Canada, Japon, France)
  - 2015 : 4 matchs (Géorgie, Namibie, Argentine, Nouvelle-Zélande)